# Гаджиев, Нурмагомед Муртазалиевич
Нурмагомед Муртузалиевич Гаджиев (9 января 1996 год, Кизилюрт, Дагестан, Россия) — российский борец вольного стиля, выступающий за сборную Азербайджана, бронзовый призёр чемпионатов Европы 2018 и 2019 годов.

## Биография
Родился в 1996 году в Кизилюрте, республике Дагестан, родом из Шамильского района, села Урада . По национальности — аварец. 
С 2009 года активно занимается борьбой. Тренировался у Садрудина Айгубова.
Победитель многих европейских чемпионатов среди юношей и юниоров.
В 2015 году принял участие в I Европейских играх в городе Баку, где в весовой категории до 86 кг занял пятое место. 
В 2018 году в весовой категории до 97 кг стал бронзовым призёром чемпионата Европы в Каспийске.
В 2019 году на чемпионате Европы в Бухаресте, Нурмагомед в борьбе за третье место одолел своего земляка Магомедгаджи Нурова, выступавшего за Северную Македонию, и завоевал бронзовую медаль.